# الیسا مولیا
الیسا مولیا (اسپانیایی: Elisa Mouliaá‎؛ زادهٔ ۷ ژانویهٔ ۱۹۸۹) مدل و بازیگر اهل اسپانیا است. او به‌خاطر بازی در نقش ایرنه در سریال عقاب سرخ شناخته می‌شود که یکی از پربیننده‌ترین برنامه‌های تلویزیونی اسپانیا است. او در مؤسسه بین‌المللی بازیگری خوان کارلوس کوراسا به تحصیل در رشته نمایش پرداخت و در چند فیلم، تئاتر و برنامه تلویزیونی ایفای نقش کرده است.
از فیلم‌ها یا برنامه‌های تلویزیونی که وی در آن نقش داشته‌است، می‌توان به عقاب سرخ و بورجا اشاره کرد.